# 치악로
치악로(雉岳路)는 강원특별자치도 원주시 신림면 신림리 신림농협에서 강원특별자치도 원주시 소초면 학곡리 학곡삼거리를 잇는 강원특별자치도의 도로다.

## 연혁
- 1975년 10월 1일 : 원성군 신림면 금대리 총 200m 구간 개통 및 기존 총 370m 구간 폐지[1]
- 1976년 1월 12일 : 원성군 소초면 장양리 총 673m 구간 개통 및 기존 총 777m 구간 폐지[2]
- 1995년 1월 12일 : 원주 ~ 안흥간 도로(원주시 태장1동 ~ 횡성군 안흥면 상안리) 36 km 구간 개통[3]
- 2007년 11월 9일 : 1993년 원주 ~ 안흥간 도로 개수공사로 인해 발생한 구 국도 구간 120m 폐지[4]
- 2009년 10월 22일 : 치악로로 명명
- 2014년 1월 16일 : 원주시 국도대체우회도로 개통으로 인해 국도 제5호선 기존 원주시 관통(원주시 관설동 ~ 소초면 장양리) 11.138km 구간, 국도 제42호선 기존 원주시 관통(원주시 흥업면 사제리 ~ 소초면 흥양리) 13.25km 구간 폐지[5]
- 2022년 7월 19일 : 원주 ~ 새말간 도로(원주시 소초면 흥양리 ~ 횡성군 우천면 백달리) 11.66km 구간 개량 개통, 기존 원주시 소초면 학곡리 583m 구간 폐지[6]

## 주요 경유지
강원특별자치도
- 원주시 (신림면 · 판부면 · 관설동 · 단구동 · 개운동 · 인동 · 봉산동 · 태장동 · 소초면)

## 노선
| 이름                 | 접속 노선                                               | 소재지        | 소재지                                         | 비고                                                     |
| 제원로와 직결        | 제원로와 직결                                           | 제원로와 직결 | 제원로와 직결                                  | 제원로와 직결                                            |
| -------------------- | ------------------------------------------------------- | ------------- | ---------------------------------------------- | -------------------------------------------------------- |
| 신림농협             | 제원로                                                  | 원주시        | 신림면                                         | 국도 제5호선 구간                                        |
| 신림삼거리           | 국가지원지방도 제88호선 (신림황둔로)                    | 원주시        | 신림면                                         | 국도 제5호선 구간 국가지원지방도 제88호선 구간           |
| 신림교               |                                                         | 원주시        | 신림면                                         | 국도 제5호선 구간 국가지원지방도 제88호선 구간           |
| 신림119안전센터      | 제원로                                                  | 원주시        | 신림면                                         | 국도 제5호선 구간 국가지원지방도 제88호선 구간           |
| 창교역               |                                                         | 원주시        | 신림면                                         | 국도 제5호선 구간 국가지원지방도 제88호선 구간           |
| 치악재 (가리파고개)  |                                                         | 원주시        | 신림면                                         | 국도 제5호선 구간 국가지원지방도 제88호선 구간 해발 450m |
| 치악재 (가리파고개)  | 판부면                                                  | 원주시        |                                                | 국도 제5호선 구간 국가지원지방도 제88호선 구간 해발 450m |
| 치악역 치악교 중간교 |                                                         | 원주시        | 국도 제5호선 구간 국가지원지방도 제88호선 구간 |                                                          |
| 금대삼거리           | 영원산성길                                              | 원주시        | 국도 제5호선 구간 국가지원지방도 제88호선 구간 |                                                          |
| 금대초등학교입구     | 금대길                                                  | 원주시        | 국도 제5호선 구간 국가지원지방도 제88호선 구간 |                                                          |
| 관설교               | 당둔지길 판부신촌길                                     | 원주시        | 국도 제5호선 구간 국가지원지방도 제88호선 구간 | 반곡관설동                                               |
| 영서고삼거리         | 강변로 섭재삼보길                                       | 원주시        | 국도 제5호선 구간 국가지원지방도 제88호선 구간 | 반곡관설동                                               |
| 관설 교차로          | 국도 제5호선 국도 제19호선 국도 제42호선 (원주우회도로) | 원주시        | 국도 제5호선 구간 국가지원지방도 제88호선 구간 | 반곡관설동                                               |
| 관설사거리           | 동부순환로 시청로                                       | 원주시        | 서:반곡관설동 동:단구동                        | 국가지원지방도 제88호선 구간                             |
| 단구초교사거리       | 단구초교길                                              | 원주시        | 서:반곡관설동 동:단구동                        | 국가지원지방도 제88호선 구간                             |
| 단구사거리           | 서원대로 단관공원길                                     | 원주시        | 단구동                                         | 국가지원지방도 제88호선 구간                             |
| 통일사거리           | 늘품로                                                  | 원주시        | 단구동                                         | 국가지원지방도 제88호선 구간                             |
| 도말사거리           | 개운로                                                  | 원주시        | 개운동                                         | 국가지원지방도 제88호선 구간                             |
| 치악삼거리           | 행구로                                                  | 원주시        | 개운동                                         | 국가지원지방도 제88호선 구간                             |
| 남부시장사거리       | 남원로 개봉교길                                         | 원주시        | 개운동                                         | 국가지원지방도 제88호선 구간                             |
| (삼성생명)           | 원일로                                                  | 원주시        | 개운동                                         | 국가지원지방도 제88호선 구간                             |
| (이름 없음)          | 강변로                                                  | 원주시        | 원인동                                         | 국가지원지방도 제88호선 구간                             |
| 원주교오거리         | 국가지원지방도 제88호선 (일산로) 강변로 평원로          | 원주시        | 원인동                                         | 국가지원지방도 제88호선 구간                             |
| 원주교               |                                                         | 원주시        | 원인동                                         |                                                          |
| 봉산동               |                                                         | 원주시        |                                                |                                                          |
| 경찰서삼거리         | 봉산로                                                  | 원주시        |                                                |                                                          |
| 봉평교 동단          | 강변로                                                  | 원주시        |                                                |                                                          |
| 학봉정삼거리         | 천사로                                                  | 원주시        | 태장동                                         |                                                          |
| 기매기사거리         | 현충로 육판길                                           | 원주시        | 태장동                                         |                                                          |
| 과학고삼거리         |                                                         | 원주시        | 태장동                                         |                                                          |
| 하우고개             |                                                         | 원주시        | 태장동                                         |                                                          |
| 소초면               |                                                         | 원주시        |                                                |                                                          |
| 송문사거리           | 흥양로 송황유사길                                       | 원주시        |                                                |                                                          |
| 흥양교               |                                                         | 원주시        |                                                |                                                          |
| 돌모루사거리         | 장수1로 황골로                                          | 원주시        |                                                |                                                          |
| 진양삼거리           | 국도 제42호선 (노루고개길)                              | 원주시        | 국도 제42호선 구간                             |                                                          |
| (원증거리)           | 바우실길 장수2로                                        | 원주시        | 국도 제42호선 구간                             |                                                          |
| 소초삼거리           | 섬배로 평장안골1길                                      | 원주시        | 국도 제42호선 구간                             |                                                          |
| (다리목)             | 둔둔로                                                  | 원주시        | 국도 제42호선 구간                             |                                                          |
| (이리실)             | 덕고로                                                  | 원주시        | 국도 제42호선 구간                             |                                                          |
| (학곡저수지앞)       | 법주로                                                  | 원주시        | 국도 제42호선 구간                             |                                                          |
| 학곡교               |                                                         | 원주시        | 국도 제42호선 구간                             |                                                          |
| 학곡삼거리           | 구룡사로                                                | 원주시        | 국도 제42호선 구간                             |                                                          |
| 서동로와 직결        |                                                         |               |                                                |                                                          |

## 주요 건물 및 시설
- 신림119안전센터 (강원특별자치도 원주시 신림면 치악로 27)
- 신림면행정복지센터 (강원특별자치도 원주시 신림면 치악로 28)
- 신림면보건지소 (강원특별자치도 원주시 신림면 치악로 28-2)
- 신림우체국 (강원특별자치도 원주시 신림면 치악로 29)
- 신림치안센터 (강원특별자치도 원주시 신림면 치악로 30)
- 신림초등학교 (강원특별자치도 원주시 신림면 치악로 34)
- 창교역 (강원특별자치도 원주시 신림면 치악로 189)
- 금창리경로당 (강원특별자치도 원주시 신림면 치악로 309-70)
- 치악휴게소 부산방향 (강원특별자치도 원주시 신림면 치악로 416)
- 치악역 (강원특별자치도 원주시 판부면 치악로 730)
- 동신운수 (강원특별자치도 원주시 치악로 1251)
- 관설초등학교 (강원특별자치도 원주시 치악로 1355)
- 영서고등학교 (강원특별자치도 원주시 치악로 1384)
- KT 강원지방본부 (강원특별자치도 원주시 치악로 1475)
- 홈플러스 원주점 (강원특별자치도 원주시 치악로 1489)
- 판부면보건지소 (강원특별자치도 원주시 치악로 1501)
- 판부면 행정복지센터 (강원특별자치도 원주시 치악로 1503)
- 판부농협 (강원특별자치도 원주시 치악로 1521)
- 판부농협하나로마트 (강원특별자치도 원주시 치악로 1527)
- 원주단구동우체국 (강원특별자치도 원주시 치악로 1558)
- KT&G 원주지점 (강원특별자치도 원주시 치악로 1560)
- 단구동주민센터 (강원특별자치도 원주시 치악로 1605)
- 원주중학교 (강원특별자치도 원주시 치악로 1724)
- 원주고등학교 (강원특별자치도 원주시 치악로 1765)
- 롯데슈퍼 원주점 (강원특별자치도 원주시 치악로 1781)
- 봉산동행정복지센터 (강원특별자치도 원주시 치악로 1868)
- 태장중학교 (강원특별자치도 원주시 치악로 2006)
- 강원과학고등학교 (강원특별자치도 원주시 치악로 2242)
- 조양병원 (강원특별자치도 원주시 소초면 치악로 2473)
- 소초치안센터 (강원특별자치도 원주시 소초면 치악로 2788)
- 소초면 행정복지센터, 소초면보건지소 (강원특별자치도 원주시 소초면 치악로 2790)
- 소초119지역대 (강원특별자치도 원주시 소초면 치악로 2842)